# Christos Gravius
Christos Gravius (sinh ngày 14 tháng 10 năm 1997 ở Solna) là một cầu thủ bóng đá người Thụy Điển thi đấu cho Degerfors IF theo dạng cho mượn từ AIK ở vị trí tiền vệ. Anh có màn ra mắt ở Allsvenskan cho AIK 12 tháng 7 năm 2015 lúc 17 tuổi trước GIF Sundsvall.